# Ästhetik & Kommunikation
Ästhetik & Kommunikation (Ä&K) ist eine deutsche Kulturzeitschrift. Die erste Ausgabe erschien 1970. Bis 1985 erschien das Periodikum mit dem Untertitel Beiträge zur politischen Erziehung. Heute versteht es sich als „intellektuelles Frühwarnsystem“. 
Aktuell erscheinen vier Ausgaben pro Jahr, in den letzten Jahren aber durchgehend als Doppelausgaben. Jede Ausgabe bzw. Doppelausgabe steht unter einem Thema. Seit 2000 leitet Elisabeth von Haebler die Redaktion, deren Sitz sich in Berlin befindet.

## Geschichte
Die Zeitschrift entstand im Umkreis des Instituts für Experimentelle Kunst und Ästhetik (IKAe) in Frankfurt am Main. Bis 1974 erschien sie bei Rowohlt, 1974 bis 1976 im Scriptor Verlag und bis 1988 in der Ästhetik und Kommunikation Verlags-GmbH (auch Verlag Ästhetik und Kommunikation). In dieser Zeit erlebte das Periodikum seine höchste Auflage. Neben der Zeitschrift erschienen in dieser Zeit im Verlag der Zeitschrift auch andere Schriften, etwa zwischen 1984 und 1987 acht Bände der Reihe Berliner Topografien in Zusammenarbeit mit dem „Museumspädagogischen Dienst Berlin“ und dessen Leiter Jochen Boberg. Anlass für diese Reihe war die 750-Jahr-Feier der Stadt Berlin im Jahr 1987. Von 1990 bis 1993 erschien die Zeitschrift im Klartext Verlag, dann bis 1996 bei Elefanten Press. Seit der Ausgabe Nr. 96 (1997) erscheint sie im Eigenverlag des Vereins Ästhetik & Kommunikation e. V., der sie auch herausgibt.
Viele bekannte Persönlichkeiten veröffentlichten als Autoren im Heft und/oder waren in der Redaktion aktiv. Dies waren u. a. Joel Agee, Akinbode Akinbiyi, İmran Ayata, David Bathrick, Johannes Beck, Benjamin Berger, Ilse Bindseil, Rita Bischof, Jens Bisky, Heiner Boehncke, Silvia Bovenschen, Micha Brumlik, Thomas Düllo, Knut Ebeling, Gernot Erler, Jan Faktor, Daniel Fetzner, Tilman Fichter, Bernd Flessner, Ute Frevert, Hajo Funke, Ines Geipel, Peter Glotz, Peter Gorsen, Wilfried Gottschalch, Walter Grab, Anna von Haebler, Helmut Hartwig, Dorothea Hauser, Harald Hauswald, Knut Hickethier, Dieter Hoffmann-Axthelm, Urs Jaeggi, Wolfgang Kaschuba, Freya Klier, Nadja Klier, Alexander Kluge, Diethart Kerbs, Wolf Kittler, Claus Koch, Ilko-Sascha Kowalczuk, Volker Kruse, Axel Kufus, Rolf Lindner, Geert Lovink, Albrecht von Lucke, Olav Münzberg, Oskar Negt, Gesine Palmer, Goerd Peschken, Trevor Peters, Clemens Pornschlegel, Lutz Rathenow, Dieter Richter, Ulrich Schacht, Axel Schmidt-Gödelitz, Hermann Schwengel, Dierk Spreen, Walter Süß, Klaus Theweleit, Gerburg Treusch-Dieter, Michael Vester, Peter Weibel, Mallam Mudi Yahaya und Thomas Ziehe.
In den letzten Jahren behandelten die Ausgaben folgende Themen:
- Diaspora (194/195, Winter 2024/2025)
- Entfremdete Intelligenzen (192/193, Sommer 2024)
- Spalte und herrsche? (190/191, Winter 2023/2024)
- Gestalten (188/189, Sommer 2023)
- Tiefes Erzählen (186/187, Winter 2022/2023)
- War on Issues (184/185, Sommer 2022)
- Hochstapelei, Betrug und andere Künste (182/183, Winter 2021/2022)
- Werbung (180/181, Winter 2020/2021)
- Wahnsinn! (178/179, 2020)
- Monster (176/177, 2019)
- Europa an der Grenze (174/175, 2018)
- #frauensinddoof (173, 2017)

## Kritik
Das Heft „Deutsche, Linke, Juden“, das 1983 erschien, rief bundesweite Reaktionen hervor. Henryk M. Broder schrieb über das Heft in der Zeit eine selbstbenannte Polemik mit dem Titel Tödliches Gerede. Broder bescheinigte dem Heft „Wehleidigkeit, Selbstgerechtigkeit“, „schlechtes Deutsch“ und letztlich einen „linken Antisemitismus“. Einer der Autoren der Ausgabe von Ästhetik & Kommunikation antwortete in der gleichen Ausgabe der Zeit mit dem Artikel Tödliches Schweigen. Knödler-Bunte unterstellt hier Broder, dass die „Problemstellungen in dem kritisierten Heft […] solange gedreht und gewendet werden, bis sie als äußerste Tabuverletzung erscheinen“.